# Kategoria e Parë 1982/83
Die Kategoria e Parë 1982/83 (sinngemäß: Erste Liga) war die 44. Austragung der albanischen Fußballmeisterschaft und wurde vom nationalen Fußballverband Federata Shqiptare e Futbollit ausgerichtet. Die Spielzeit begann am 22. August 1982 und endete am 29. Mai 1983.

## Saisonverlauf
Die Liga umfasste 14 Teams. 1981/82 waren die Vorjahresaufsteiger KS 31 Korriku Burrel und 24 Maji Përmet aus der Kategoria e Parë abgestiegen, für die neue Spielzeit kamen KS Traktori Lushnja und KS Skënderbeu Korça, die beide den direkten Wiederaufstieg geschafft hatten, hinzu. Titelverteidiger war 17 Nëntori Tirana.
Die Meisterschaft wurde in einer regulären Spielzeit mit Hin- und Rückrunde ausgetragen. Jedes Team trat zwei Mal gegen jede andere Mannschaft an. Der Tabellenletzte stieg in die damals noch zweitklassige Kategoria e dytë ab, während der Vorletzte im Gegensatz zu den Vorjahren zwei Relegationsspiele gegen den Zweiten der Kategoria e dytë um den Klassenerhalt bestreiten durfte. Der Meister zog in diesem Jahr nicht in den Europapokal der Landesmeister ein.
Insgesamt fielen 366 Tore, was einem Schnitt von 2,0 Treffern pro Partie entspricht. Torschützenkönig mit 16 Treffern wurde zum zweiten Mal nach 1981 Dashnor Bajaziti von KS Besa Kavaja.
Nachdem man mehrere Jahre lang nicht in den Kampf um die Meisterschaft eingreifen konnte, wurde Vllaznia Shkodra etwas überraschend neuer albanischer Meister. Es war der sechste Titel der Vereinsgeschichte. In einer äußerst engen Entscheidung konnte sich Vllaznia bei Punktgleichheit nur aufgrund der besseren Tordifferenz gegenüber Partizani Tirana durchsetzen. Nur zwei Punkte Rückstand hatte Titelverteidiger 17 Nëntori Tirana als Tabellendritter. Nach dem überraschenden Vizemeistertitel der Vorsaison konnte Flamurtari Vlora seine Position in der Spitzengruppe behaupten und wurde Vierter. Es folgten Luftëtari Gjirokastra und Lokomotiva Durrës, die in dieser Spielzeit nichts mit dem Abstieg zu tun hatten. Auch Aufsteiger Skënderbeu Korça sicherte sich den Klassenerhalt souverän. Eine enttäuschende Saison erlebte hingegen Dinamo Tirana. Der Spitzenklub erreichte nur Rang acht und hatte dabei neun Punkte Rückstand auf den neuen Meister. Auf den folgenden Plätzen kamen Labinoti Elbasan und Tomori Berat ein. Im engen Abstiegskampf, in dem sich Besa Kavaja und Neuling Traktori Lushnja mit einem Punkt Vorsprung direkt retteten, belegte Naftëtari Qyteti Stalin den Relegationsplatz, während Besëlidhja Lezha, im Vorjahr noch im Mittelfeld der Liga platziert, den Gang in die zweite Spielklasse antreten musste.

## Vereine
| Verein                   | Logo                                  | Stadt       |  |
| ------------------------ | ------------------------------------- | ----------- |  |
| Lokomotiva Durrës        | Logo Teuta Durrës                     | Durrës      |  |
| KS Traktori Lushnja      | Logo von KS Lushnja                   | Lushnja     |  |
| Labinoti Elbasan         | Logo KS Elbasani                      | Elbasan     |  |
| KS Vllaznia Shkodra      | Logo FK Vllaznia Shkoder              | Shkodra     |  |
| 17 Nëntori Tirana        | Logo SK Tirana                        | Tirana      |  |
| KS Flamurtari Vlora      | Logo Flamurtari Vlora                 | Vlora       |  |
| FK Partizani Tirana      | Logo FK Partizani Tirana              | Tirana      |  |
| KS Dinamo Tirana         | Logo Dinamo Tirana                    | Tirana      |  |
| FK Tomori Berat          | Vereinslogo von FK Tomori             | Berat       |  |
| KS Luftëtari Gjirokastra | Vereinslogo von Luftëtari Gjirokastër | Gjirokastra |  |
| KS Besëlidhja Lezha      | Logo Bardhyli Lezha                   | Lezha       |  |
| KS Skënderbeu Korça      | Logo Skënderbeu                       | Korça       |  |
| Naftëtari Qyteti Stalin  | Logo Naftëtari                        | Kuçova      |  |
| KS Besa Kavaja           | Logo KS Besa Kavajë                   | Kavaja      |  |

## Abschlusstabelle
| Pl. | Verein                   | Sp. | S  | U  | N  | Tore    | Diff. | Punkte |
| --- | ------------------------ | --- | -- | -- | -- | ------- | ----- | ------ |
| 1.  | KS Vllaznia Shkodra      | 26  | 12 | 10 | 4  | 039:190 | +20   | 34:18  |
| 2.  | FK Partizani Tirana      | 26  | 13 | 8  | 5  | 032:170 | +15   | 34:18  |
| 3.  | 17 Nëntori Tirana (M)    | 26  | 12 | 8  | 6  | 038:260 | +12   | 32:20  |
| 4.  | KS Flamurtari Vlora      | 26  | 11 | 8  | 7  | 028:230 | +5    | 30:22  |
| 5.  | KS Luftëtari Gjirokastra | 26  | 11 | 7  | 8  | 025:210 | +4    | 29:23  |
| 6.  | Lokomotiva Durrës        | 26  | 10 | 8  | 8  | 027:240 | +3    | 28:24  |
| 7.  | KS Skënderbeu Korça (N)  | 26  | 8  | 9  | 9  | 024:210 | +3    | 25:27  |
| 8.  | KS Dinamo Tirana (P)     | 26  | 8  | 9  | 9  | 029:300 | −1    | 25:27  |
| 9.  | Labinoti Elbasan         | 26  | 7  | 10 | 9  | 019:280 | −9    | 24:28  |
| 10. | FK Tomori Berat          | 26  | 6  | 10 | 10 | 015:240 | −9    | 22:30  |
| 11. | KS Besa Kavaje           | 26  | 6  | 9  | 11 | 028:350 | −7    | 21:31  |
| 12. | KS Traktori Lushnja (N)  | 26  | 6  | 9  | 11 | 023:380 | −15   | 21:31  |
| 13. | Naftëtari Qyteti Stalin  | 26  | 6  | 8  | 12 | 023:380 | −15   | 20:32  |
| 14. | KS Besëlidhja Lezha      | 26  | 5  | 9  | 12 | 016:220 | −6    | 19:33  |

| (M) | amtierender albanischer Meister     |
| (P) | amtierender albanischer Pokalsieger |
| (N) | Neuaufsteiger                       |

## Kreuztabelle
| 1982/83                  | KS Vllaznia Shkodra | FK Partizani Tirana | 17 Nëntori Tirana | KS Flamurtari Vlora | KS Luftëtari Gjirokastra | Lokomotiva Durrës | KS Skënderbeu Korça | KS Dinamo Tirana | Labinoti Elbasan | FK Tomori Berat | KS Besa Kavaja | Traktori Lushnja | Naftëtari Qyteti Stalin | KS Besëlidhja Lezha |
| KS Vllaznia Shkodra      |                     | 4:1                 | 2:2               | 2:0                 | 1:0                      | 1:0               | 2:2                 | 3:2              | 0:0              | 3:0             | 0:0            | 4:0              | 4:0                     | 1:0                 |
| FK Partizani Tirana      | 0:2                 |                     | 1:0               | 0:0                 | 3:1                      | 4:0               | 2:0                 | 2:1              | 4:0              | 1:0             | 1:0            | 3:0              | 1:0                     | 2:0                 |
| 17 Nëntori Tirana        | 1:0                 | 0:1                 |                   | 3:0                 | 0:0                      | 2:1               | 3:2                 | 4:3              | 1:2              | 2:0             | 3:1            | 6:2              | 3:0                     | 1:0                 |
| KS Flamurtari Vlora      | 2:1                 | 1:0                 | 3:3               |                     | 2:1                      | 2:0               | 3:2                 | 2:0              | 3:0              | 0:0             | 1:0            | 0:0              | 3:0                     | 2:1                 |
| KS Luftëtari Gjirokastra | 1:0                 | 1:0                 | 1:0               | 0:0                 |                          | 2:0               | 2:0                 | 3:1              | 2:1              | 1:1             | 1:0            | 2:0              | 2:2                     | 1:0                 |
| Lokomotiva Durrës        | 1:1                 | 1:1                 | 0:0               | 1:0                 | 2:0                      |                   | 1:0                 | 3:1              | 1:0              | 1:1             | 1:1            | 2:0              | 6:0                     | 1:0                 |
| KS Skënderbeu Korça      | 2:0                 | 0:0                 | 2:0               | 0:1                 | 1:0                      | 0:0               |                     | 0:0              | 2:0              | 1:0             | 1:1            | 2:1              | 3:0                     | 3:0                 |
| KS Dinamo Tirana         | 1:1                 | 1:1                 | 1:1               | 2:0                 | 1:1                      | 0:1               | 1:0                 |                  | 1:1              | 1:0             | 4:1            | 1:1              | 1:0                     | 1:0                 |
| Labinoti Elbasan         | 0:0                 | 0:0                 | 3:0               | 1:1                 | 1:1                      | 2:1               | 1:0                 | 1:1              |                  | 1:0             | 1:0            | 2:1              | 0:0                     | 0:0                 |
| FK Tomori Berat          | 0:2                 | 3:1                 | 0:0               | 1:1                 | 1:0                      | 0:0               | 0:0                 | 1:0              | 2:0              |                 | 2:1            | 0:0              | 0:0                     | 0:0                 |
| KS Besa Kavaja           | 0:0                 | 1:1                 | 1:1               | 2:1                 | 0:1                      | 2:0               | 1:1                 | 2:3              | 1:0              | 1:2             |                | 3:2              | 3:2                     | 0:0                 |
| KS Traktori Lushnja      | 0:0                 | 1:1                 | 0:1               | 1:0                 | 3:1                      | 2:2               | 2:0                 | 0:0              | 1:1              | 1:0             | 0:1            |                  | 3:2                     | 2:1                 |
| Naftëtari Qyteti Stalin  | 3:4                 | 0:0                 | 0:1               | 2:0                 | 1:0                      | 2:0               | 0:0                 | 1:0              | 3:0              | 3:1             | 2:2            | 0:0              |                         | 0:0                 |
| KS Besëlidhja Lezha      | 1:1                 | 0:1                 | 0:0               | 0:0                 | 0:0                      | 0:1               | 0:0                 | 0:1              | 2:1              | 3:0             | 4:3            | 3:0              | 1:0                     |                     |

## Relegation
Nach Abschluss der regulären Spielzeit trat der Vorletzte der Ersten Liga, Naftëtari Qyteti Stalin, gegen den Vizemeister der zweiten Spielklasse, Minatori Tepelena, an. Im Hinspiel siegte Naftëtari auswärts souverän mit 4:1 und konnte sich so auch eine 1:2-Niederlage zuhause leisten, um den Klassenerhalt zu sichern.
| Datum         |                         | Ergebnis |                         |
| ------------- | ----------------------- | -------- | ----------------------- |
| 5. Juni 1983  | Minatori Tepelena       | 1:4      | Naftëtari Qyteti Stalin |
| 12. Juni 1983 | Naftëtari Qyteti Stalin | 1:2      | Minatori Tepelena       |
| Gesamt:       | Minatori Tepelena       | 3:5      | Naftëtari Qyteti Stalin |

## Die Mannschaft des Meisters Vllaznia Shkodra
| 1.                       | Vllaznia Shkodra |
| Logo FK Vllaznia Shkoder | Ferid Rragami, Faslli Fakja, Artan Pali, Fatbardh Jera, Hysen Dedja, Azis Gruda, Luan Vukatana, Hysen Zmijani, Viktor Briza, Fatmir Pacrami, Genc Boshnjaku, Ferid Borshi, Isa Sukaj, Astrit Hafizi, Gjergj Kushe, Ardian Bushati, Seit Canga – Trainer: Ramazan Rragami. |